# 説話・伝承学会
説話・伝承学会（せつわ・でんしょうがっかい、英語: The Japan Society of Folk-Literature and Traditions by setsuwa-denshou）は、兵庫県神戸市灘区鶴甲1-2-1 神戸大学大学院国際文化学研究科木下資一研究室内に事務局を置く日本の文学系学会である。1982年に設立された。
事業は、大会・例会の開催、出版物の作成・発行など。会誌は『説話･伝承学』。